# Raivuna unicolor
Raivuna unicolor är en insektsart som först beskrevs av Victor Antoine Signoret 1860.  Raivuna unicolor ingår i släktet Raivuna och familjen Dictyopharidae. Inga underarter finns listade i Catalogue of Life.